# Linjeflyg-Flug 618
Auf dem Linjeflyg-Flug 618 (Flugnummer: LF618) stürzte am 15. Januar 1977 eine Vickers 838 Viscount, die von der Skyline für Linjeflyg auf einem Inlandslinienflug betrieben wurde, bei Kälvesta, Stockholm, ab. Bei dem Unfall kamen alle 22 Menschen an Bord ums Leben. Der Absturz wurde durch Vereisung verursacht.

## Maschine
Die verunfallte Vickers Viscount 838 mit der Seriennummer 372, die ihren Erstflug am 7. Oktober 1961 auf dem Hurn Airport in Bournemouth, Hampshire, England absolviert hatte, war ursprünglich für die Ghana Airways gebaut worden, an die sie am 21. Oktober 1961 mit dem Luftfahrzeugkennzeichen 9G-AAW ausgeliefert wurde. Die Fluggesellschaft ließ die Maschine am 15. Juli 1965 vom Flughafen London-Gatwick zu der Field Aircraft Services Ltd. am Standort Wymeswold Airfield in Leicestershire für eine Generalüberholung ausfliegen. Von dort kehrte sie am 10. September 1965 wieder nach Gatwick zurück. Am 14. September sollte mit der Maschine ein Flug von Gatwick über Málaga nach Accra durchgeführt werden, jedoch musste die Maschine kurz darauf wegen eines technischen Problems zum Startflughafen umkehren. Sie wurde im Laufe des Tages zum Flughafen London-Heathrow und anschließend wieder zu der Field Aircraft Services Ltd. zur Beseitigung des technischen Defekts ausgeflogen. Im November 1967 trug die Maschine neben ihrer eigenen Bemalung auch einen Schriftzug der Nigeria Airways. Die Ghana Airways flottete die Maschine im Juni 1975 aus und lagerte sie am Flughafen Accra ein, das Flugzeug wurde im Folgemonat mit ausgebauten Propellern und Cockpitfenstern gesichtet. Am 3. November 1975 wurde die Viscount an die Field Aircraft Services Ltd. verkauft und mit dem neuen Luftfahrzeugkennzeichen G-BDKZ auf diese zugelassen, die Auslieferung an den neuen Eigentümer erfolgte am 9. November auf dem East Midlands Airport, Castle Donington, Leicestershire, England. In den Folgemonaten handelte die Field Aircraft Services Ltd. einen Verkauf der Maschine an die Mandala Airlines aus, das Geschäft wurde jedoch letztlich nicht abgeschlossen. In dieser Zeit wurden mit der Viscount Testflüge unter dem neuen, indonesischen Luftfahrzeugkennzeichen PK-RVO durchgeführt. Am 23. August 1976 kaufte die schwedische Skyline Drangel Och Nordstrom AB, benannt nach ihren beiden Eigentümern Lennart Nordstrom und Christoffer Drangel, die Maschine. Die Maschine wurde umgehend an die Linjeflyg verleast. Das viermotorige Mittelstreckenflugzeug war mit vier Turboproptriebwerken des Typs Rolls-Royce Dart 525F ausgestattet und hatte bis zum Zeitpunkt des Unfalls 12.208 Betriebsstunden absolviert.

## Passagiere, Besatzung und Flugplan
Mit der Maschine sollte ein Flug vom Flughafen Malmö-Sturup zum Flughafen Stockholm/Bromma durchgeführt werden. Es wurden drei Zwischenstopps auf dem Flughafen Kristianstad, dem Flughafen Växjö Småland und dem Flughafen Jönköping durchgeführt. Es befand sich eine dreiköpfige Besatzung an Bord. Auf dem letzten Flugabschnitt, auf dem sich der Unfall ereignete, saßen 19 Passagiere in der Maschine, darunter der bekannte Tischtennisspieler Hans Alsér.

## Kontext
Die Linjeflyg hatte Mitte der 1970er-Jahre mehrere Maschinen vom Typ Fokker F28-4000 bestellt, deren Auslieferung sich jedoch verzögerte. Aus diesem Grund leaste die Gesellschaft drei Vickers Viscount der Skyline an. Im Bereich der Flugzeugnase wurde auf der Steuerbordseite ein Aufkleber mit dem Hinweis INHYRT AV LINJEFLYG („gemietet durch Linjeflyg“) angebracht. Die Maschinen wurden im Wetlease betrieben, Skyline führte die Flüge mit ihren eigenen Maschinen durch und stellte die Besatzungen, die Flüge wurden unter dem Namen und mit den Flugnummern der Linjeflyg durchgeführt, und zwar unter dem Air Operator Certificate der Skyline.

## Flugverlauf
Der noch zu nächtlicher Stunde des 15. Januar in der Dunkelheit gestartete Flug von Malmö nach Stockholm verlief zunächst ohne besondere Vorkommnisse. Die Maschine bewältigte die Flugabschnitte von Malmö nach Kristianstad, von Kristianstad nach Växjö und von Växjö nach Jönköping, wo jeweils Passagiere aus- und zustiegen und Gepäck ver- und entladen wurde, ohne größere Probleme. Der vierte und letzte Flugabschnitt von Jönköping nach Stockholm war der längste, wurde jedoch nach dem Sonnenaufgang gegen 8:30 Uhr bei Tageslicht geflogen.

## Unfallhergang
Um 9:05 Uhr befand sich die Maschine gerade im Anflug auf Stockholm und bereits über bewohntem Gebiet in Hässelby-Vällingby, einem nordöstlichen Bezirk der Hauptstadt, als die Piloten in einer Flughöhe von 1150 Fuß (ca. 350 Meter) von einem plötzlich auftretenden Strömungsabriss überrascht wurden. Die Viscount ging in eine vertikale Fluglage über und stürzte in ein Wohngebiet. Sie schlug auf einem Parkplatz in einem Wohngebiet im zu Hässelby-Vällingby gehörenden Bezirksteil Kälvesta auf. Bei dem Aufprall wurde die Maschine völlig zerstört, alle 22 Insassen waren sofort tot. Der Parkplatz, auf den die Maschine stürzte, war auf drei Seiten von Wohnhäusern umgeben. Die Wohnhäuser waren jeweils nur 20 Meter vom Punkt des Einschlags entfernt. Auf dem Parkplatz befanden sich zum Zeitpunkt des Aufschlags keine Personen, sodass wie durch ein Wunder niemand am Boden körperlichen Schaden erlitt. Die Absturzstelle war 4,5 Kilometer von der Landebahnschwelle des Flughafens Stockholm/Bromma entfernt. Bei dem Unfall wurde etwa ein Dutzend Autos zerstört, außerdem kam es zu Brandschäden an den umliegenden Hausfassaden.

## Ursache
Die schwedische Regierung ordnete umgehend nach dem Vorfall eine Flugunfalluntersuchung an. Dabei wurde festgestellt, dass die Triebwerke Nr. 2 und 3 der Maschine während des Fluges über einen längeren Zeitraum mit einer reduzierten Leistung betrieben wurden. Dies führte dazu, dass die Anlage zur Enteisung, die durch die Triebwerksleistung angetrieben wurde, nicht ordnungsgemäß funktionierte. In der Folge kam es zu einer Eisbildung im Bereich des Heckleitwerks. Der Eisansatz bewirkte, dass der Anstellwinkel am Höhenleitwerk überkritische Werte erreichte. Als die Piloten im Anflug auf Stockholm die Landeklappen für die Landung in die Endstellung ausfuhren, verlagerte sich der Auftriebsmittelpunkt nach hinten. Deshalb senkte die Maschine ihre Nase und ging in einen Sturzflug über. Wegen der geringen Flughöhe konnte sie aus der vertikalen Fluglage nicht mehr abgefangen werden.
Die Piloten waren nicht darüber informiert, dass der Flugzeugtyp für diese Form der Vereisung anfällig war, die in Nordeuropa im Winter des Öfteren vorkommt. 1963 waren beim Flugunfall von Nesøya und auf dem Continental-Airlines-Flug 290 bereits zwei Vickers Viscount unter nahezu identischen Umständen abgestürzt.

## Folgen
Infolge des Unfalls wurde auch die Geschäftsbeziehung zwischen Linjeflyg und Skyline beanstandet. Als kleine Fluggesellschaft verfügte Skyline nicht über die Ressourcen, um nach einem so schweren Unfall die erforderlichen Maßnahmen zu ergreifen. Aus diesem Grund nahm sich Linjeflyg im Wesentlichen des Zwischenfalls an.
Als Ersatz für das zerstörte Flugzeug verleaste Skyline eine Viscount 814D (G-AZNH) an Linjeflyg, die ehemalige D-ANUR der Lufthansa. Der Leasingvertrag wurde noch einige Monate fortgeführt und nach der Auslieferung der bestellten Maschinen vom Typ Fokker F28 schließlich aufgekündigt. Kurz darauf, im Jahr 1978, meldete Skyline Insolvenz an.